# Le Pradet
Le Pradet ist eine französische Gemeinde mit 10.582 Einwohnern (Stand 1. Januar 2022) im Département Var in der Region Provence-Alpes-Côte d’Azur. Sie gehört zum Kanton La Garde im Arrondissement Toulon.

## Geographie
Le Pradet liegt acht Kilometer von Toulon und 13 Kilometer von Hyères entfernt. Im Westen grenzt die Gemeinde an Toulon, im Norden an La Garde und im Osten an Carqueiranne.
Der nördliche Teil des Gemeindegebietes besteht aus einer Le Plan genannten Ebene. Richtung Süden öffnet sich an einer Felsküste mit steilen Klippen die Bucht von Toulon (Le Pin de Galle, La Plage de Monaco, Les Bonnettes, La Garonne, Les Oursinières mit seinem Hafen), die im Südosten am östlichen Ende der Bucht, dem Cap de Carqueiranne, endet.

## Geschichte
Bis 1894 war Le Pradet Teil der Nachbargemeinde La Garde. Am 18. Juni 1894 wurde der Ort selbständig.

## Sehenswürdigkeiten
- Bergwerksmuseum am Cap Garonne (La mine de Cap Garonne)
- Château du Clos Meunier (heute Rathaus) und der Park Cravéro
- Villa de Mandrot

## Persönlichkeiten
- Gustave Zédé (1825–1891), französischer Ingenieur, der Pläne für das erste französische Unterseeboot, die Gymnote, entwarf, wohnte in Costebrune.
- Hélène de Mandrot (1867–1948), Schweizer Kunstorganisatorin. Le Corbusier baute in Le Pradet 1929 für sie die Villa Mandrot.
- Carlo Sforza (1872–1952), italienischer Politiker, fand nach der Machtübernahme Mussolinis in der Nähe des Cap Brun Zuflucht. Dort empfing er unter anderem berühmte französische Schriftsteller: Paul Claudel, Paul Valéry, Georges Bernanos.
- Raimu (1883–1946), französischer Schauspieler mit dem bürgerlichen Namen Jules Auguste César Muraire, besaß ein Anwesen in der Gemeinde.
- Die Baronin Marie-Anne von Goldschmidt-Rothschild (1892–1973), Tochter des deutschen Industriellen Fritz von Friedlaender-Fuld und Ehefrau von Rudolph von Goldschmidt-Rothschild ließ sich 1926 in Vaisseau nieder. Sie führte einen lebhaften Briefwechsel mit Rainer Maria Rilke, war Kunstsammlerin, Schriftstellerin und Malerin unter dem Pseudonym Marianne Gilbert.[1] In Le Pradet empfing sie die Maler Charles Camoin und André Dunoyer de Segonzac. Winston Churchill, selbst Amateurmaler, kam zwischen den beiden Weltkriegen mehrmals nach Vaisseau.
- Christiane Rochefort (1917–1998), französische Schriftstellerin und Feministin, besaß ein Haus in San Peyre.
- Gilbert de Goldschmidt (1925–2010), Filmproduzent, Sohn der Baronin Goldschmidt-Rothschild.

## Film
- Der Film Les démons de l’aube (1945) von Yves Allégret mit Simone Signoret wurde in den Gemeinden Carqueiranne und Le Pradet gedreht.